# Free engine hub
De Free engine hub, vrije motornaaf, was een koppeling in de achternaaf van een van de eerste motorfietsen van o.a. BSA en Matchless in de jaren voor de Eerste Wereldoorlog.
In de eerste jaren waren fabrikanten nog zoekende naar de juiste positie van technische zaken. De koppeling van motorfietsen werd later net als bij auto's tussen de versnellingsbak en de motor geplaatst, maar tot de Eerste Wereldoorlog leverden sommige merken hun motorfietsen met een naafversnelling en een daaraan gekoppelde free engine hub.